# Turnau
Turnau è un comune di 1 633 abitanti della Stiria (Austria).